# 霍恩鎮區 (阿肯色州斯科特縣)
霍恩鎮區（英語：Hon Township）是位於美國阿肯色州斯科特縣的一個行政鎮區。

## 地方資料
霍恩鎮區的面積為67.49平方千米，當中陸地面積為67.06平方千米，而水域面積為0.43平方千米。根據2010年美國人口普查的數據，當地共有人口383人，而人口密度為每平方千米5.67人。